# Onthophagus zagrosicus
Onthophagus zagrosicus är en skalbaggsart som beskrevs av Kabakov 2006. Onthophagus zagrosicus ingår i släktet Onthophagus och familjen bladhorningar. Inga underarter finns listade i Catalogue of Life.